# Nick Carter et le trèfle rouge
Nick Carter et le trèfle rouge («Nick Carter y el trébol rojo» en francés) es una película de acción franco-italiana de 1965 dirigida por Jean-Paul Savignac, que presenta al personaje literario Nick Carter. La película es una secuela de Nick Carter va tout casser (1964).

## Argumento
En una misión en Amberes, el agente Nick Carter se enfrenta a los autores del robo de una caja que contiene cohetes equipados con una carga nuclear.

## Reparto
- Eddie Constantine: Nick Carter.
- Nicole Courcel: Dora Beckmann.
- Joe Dassin: Janos Adler.
- Jeanne Valérie: Lia.
- Jacques Harden: Capitán Herbert.
- Roger Rudel: Beckmann.
- Jean Ozenne: Wedermeyer Sr.
- Pierre Rousseau: Niemann.
- Michel Ruhl: Rudolf Wedermeyer.
- Gordon Felio: Gondolach.
- Graziella Galvani: Nanny.
- Carl Studer: Comodoro.
- Donald O'Brien
- Jimmy Karoubi: Hombrecito.
- Marcel Champel: Kommissar.
- Marcello Pagliero: Prof. Witt (sin acreditar).

## Lanzamiento
Ha sido doblada al catalán.